# Marius Royet
Marius Royet (19 juni 1880 – 8 november 1918) was een Frans voetballer. Royet werd geselecteerd voor de allereerste interland van het Frans voetbalelftal. Deze vond plaats op 1 mei 1904 en werd gespeeld in Brussel tegen België. Hij maakte een van de drie goals in deze wedstrijd die eindigde op 3-3. In totaal zou hij negen wedstrijden spelen waarvan de laatste tegen Nederland was op 10 mei 1908.
Royet overleed op 38-jarige leeftijd al strijdend in de Eerste Wereldoorlog.